# フランチェスコ・ロニョーニ
フランチェスコ・ロニョーニ＝タエッジョ（Francesco Rognoni Taeggio, 1570年頃 - 1626年以後）は、イタリアの作曲家、ヴァイオリニスト。

## 生涯
ミラノ出身。ロニョーニ家はミラノでは著名な音楽家の家系で、父のリッカルドとジョヴァンニ・ドメニコも音楽家だった。ミラノを本拠にヴァイオリニスト、フルート奏者として活動したが、スペインのカルロス・デ・アウストリアの宮廷や、ポーランドのジグムント3世の宮廷にも赴いた。1608年と1624年にポリフォニー集を出版し、1613年にはマドリガーレ集を出版した。現在もっとも有名な作品はヴァイオリンと声楽の練習曲集『種々のパッセージの森（Selva de varii passaggi）』である。

## 文献
- Selva dei vari passaggi secondo l'uso moderno, per cantare et suonare con ogni sorte de stromenti, divisi in due parti. (1620) Neuauflage: Forni, 2002, ISBN 8827129464.